# 李豊 (後漢)
李 豊（り ほう）は、中国後漢末期の袁術配下の武将。
建安2年（197年）9月、曹操の攻撃を受けた袁術は、橋蕤・李豊・梁綱・楽就に守備を任せ、自身は淮河を渡って逃走した。四将はいずれも于禁によって斬殺された。

## 三国志演義
羅貫中の小説『三国志演義』では、袁術が呂布を討伐した際の催進使の一人として登場。袁術と呂布が対峙すると槍を手に呂布を迎え撃ったが、三合と打ち合わぬ間に手を戟で刺され、敗走する。
その後は曹操の攻撃から寿春城を守ったが、城が陥落すると捕虜となり、斬刑に処された。